# Maikel Scheffers
Maikel Scheffers (ngày 7 tháng 9 năm 1982) là một tay vợt quần vợt xe lăn Hà Lan. Anh thi đấu tại nội dung đơn và đôi. Scheffers sinh ra bị mắc spina bifida. Anh sống ở Dorst.

## Thế vận hội dành cho người khuyết tật
Scheffers đã tham gia Thế vận hội mùa hè dành dành cho người khuyết tật 2008 ở Bắc Kinh. Anh giành được một huy chương Đồng cho đơn nam xe lăn. Anh thua với Ronald Vink ở nội dung đôi cho huy chương Đồng với Shingo Kunieda và Satoshi Saida.

## Grand Slam

### Đơn
- Giải quần vợt Pháp mở rộng 2011 - Đơn nam xe lăn
- Giải quần vợt Úc mở rộng 2012 - Đơn nam xe lăn

### Đôi
- Giải quần vợt Pháp mở rộng 2008 - Đôi nam xe lăn
- Giải quần vợt Mỹ mở rộng 2010 - Đôi nam xe lăn
- Giải quần vợt Úc mở rộng 2011 - Đôi nam xe lăn
- Giải quần vợt Wimbledon 2011 - Đôi nam xe lăn
- Giải quần vợt Mỹ mở rộng 2013 - Đôi nam xe lăn